# Flåtatjärnen
Flåtatjärnen är en sjö i Sorsele kommun i Lappland och ingår i Umeälvens huvudavrinningsområde. Sjön har en area på 0,0729 kvadratkilometer och ligger 345,1 meter över havet. Flåtatjärnen ligger i Vindelälven Natura 2000-område.

## Delavrinningsområde
Flåtatjärnen ingår i det delavrinningsområde (724371-158774) som SMHI kallar för Mynnar i Rågoselet. Medelhöjden är 367 meter över havet och ytan är 35,76 kvadratkilometer. Det finns ett avrinningsområde uppströms, och räknas det in blir den ackumulerade arean 69,79 kvadratkilometer. Sandbäcken som avvattnar avrinningsområdet har biflödesordning 3, vilket innebär att vattnet flödar genom totalt 3 vattendrag innan det når havet efter 278 kilometer. Avrinningsområdet består mestadels av skog (73 procent) och sankmarker (18 procent). Avrinningsområdet har 0,61 kvadratkilometer vattenytor vilket ger det en sjöprocent på 1,7 procent.